# Duzină

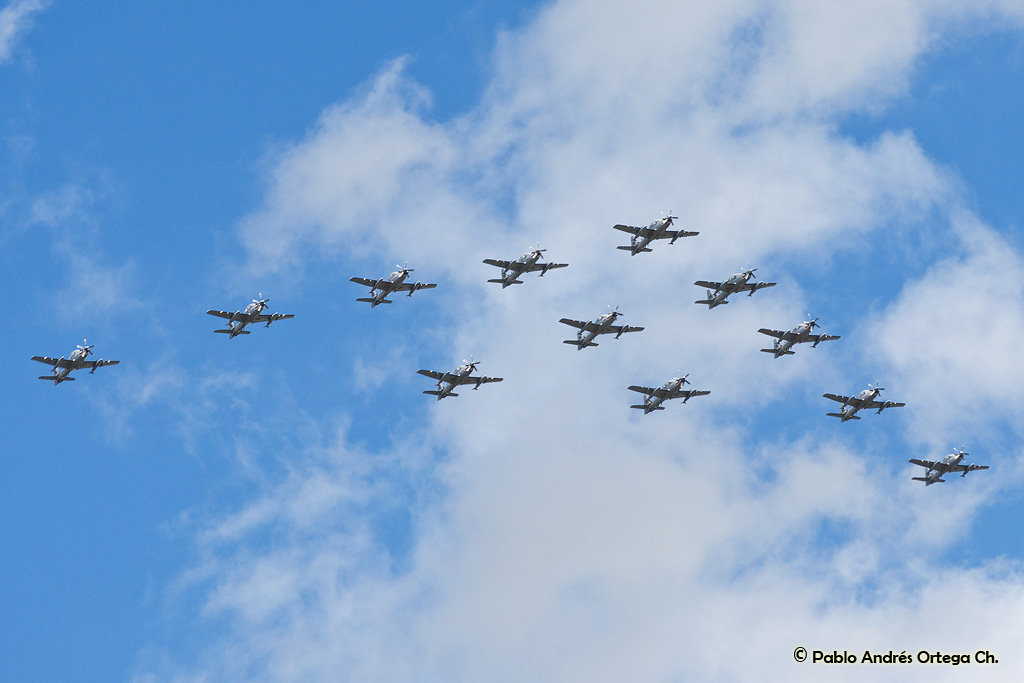
O duzină de avioane A-29B

O duzină este un grup de 12 obiecte sau ființe de același fel, care formează un tot.
Duzina este una dintre cele mai vechi grupări, poate pentru că există aproximativ o duzină de lunații, sau luni, într-un ciclu al Soarelui (an solar).
Duzina este convenabilă deoarece 12 are mulți divizori: 1, 2, 3, 4, 6 și 12, ceea ce în vechime facilita atât operațiile comerciale, cât și măsurarea timpului.
În limba română, expresia de duzină însemnă „de slabă calitate”.